# ОШ „Иван Горан Ковачић” Бања Лука
Основна школа „Иван Горан Ковачић” једна је од основних школа у Бањој Луци. Налази се у улици Марка Липовца 1, у бањолучком насељу Лазарево. Име је добила по Ивану Горану Ковачићу хрватском и југословенском пјеснику, приповједачу, есејисти, критичару, партизану и учеснику Народноослободилачке борбе.

## Историјат
Основна школа „Иван Горан Ковачић” је почела са радом 1945. године као Народна основна школа, у згради католичког самостана „Назарет”. У тој згради часне сестре су 1879. отвориле школу и сиротиште. Током 1945. самостан је претворен у дом за ратну сирочад „Данко Митров”, а школа је измјештена у приватну кућу Славка Јотића. Године 1952. је почела изградња школског објекта, у којем је, од фебруара 1955. школа наставила да ради. Септембра исте године је постала осмогодишња и добила је данашњи назив ОШ „Иван Горан Ковачић”. У земљотресу 1969. школски објекат је оштећен па је 398 ученика и тридесет  наставника завршило школску годину у Војноприморском центру у Дивуљама код Трогира. До почетка наредне школске године школски објекат је саниран и проширен. У току Одбрамбено-отаџбинског рата 1992—1995. у спортској сали ове школе биле су смјештене српске избјеглице из Хрватске, а послије њиховог одласка објекат је саниран. Школске 2015—2016. године су имали 648 ученика, четрдесет и пет наставника и два вјероучитеља православне вјеронауке. Поред библиотеке, која обухвата више од 22.000 књига, садрже спортску салу и спортске терене.